# Augusto Ferreira do Amaral
Augusto Martins Ferreira do Amaral (Lisboa, 15 de junho de 1942) é um advogado, genealogista e político português, que usa o título de 3.º Barão de Oliveira Lima.

## Biografia
Filho de João Maria Barreto Ferreira do Amaral (engenheiro, que fez carreira como técnico superior da Direção-Geral dos Serviços Eléctricos), que usou o título de 2.º Barão de Oliveira Lima, e de sua mulher Maria José da Graça Facco Viana de Oliveira Martins, trineta por via matrilineal do sobrinho paterno e de sua mulher a filha do 5.º Marquês de los Soidos Grande de Espanha de 1.ª Classe, descendente cada um deles do irmão primogénito de António de Faria, e de ascendência Italiana e Francesa. É pretendente ao título de Barão de Oliveira Lima, que foi utilizado pelo seu pai e pela sua trisavó. É sobrinho-neto de Álvaro Salvação Barreto, sobrinho bisneto de António Maria da Silva Barreto, 12.º neto de Gil Vicente e de sua segunda mulher Milícia Rodrigues, descendente duma sobrinha paterna bastarda de D. Francisco de Almeida, filha bastarda do 2.º Conde de Abrantes e 15.° neto dum parente da geração do pai de Gustavo I da Suécia da Casa de Vasa. É o irmão mais velho de Joaquim Martins Ferreira do Amaral e de João Martins Ferreira do Amaral.
Licenciado em Direito, pela Faculdade de Direito da Universidade de Lisboa, dedicou a sua carreira profissional à advocacia.
Foi militante e dirigente do Partido Popular Monárquico. 
Em 1978 foi nomeado Secretário de Estado da Estruturação Agrária no efêmero III Governo Constitucional. Em 1979 foi eleito deputado à Assembleia da República pela Aliança Democrática. Pela mesma coligacao, em 1981, ingressou como Ministro da Qualidade de Vida do VII Governo Constitucional, o primeiro de dois de Francisco Pinto Balsemão. 
Foi vogal do Conselho de Nobreza, presidente da Causa Monárquica e dirigente da Federação das Reais Associações. É investigador e publicista e sócio efetivo do Instituto Português de Heráldica.

## Funções governamentais exercidas
- III Governo Constitucional
  - Secretário de Estado da Estruturação Agrária
- VII Governo Constitucional
  - Ministro da Qualidade de Vida